# Городенськ
Городенськ (рос. Городенск) — село в Льговському районі Курської області Російської Федерації.
Населення становить 485 осіб. Входить до складу муніципального утворення Городенська сільрада.

## Історія
Населений пункт розташований на території українського етнічного та культурного краю Східна Слобожанщина.
Від 2004 року входить до складу муніципального утворення Городенська сільрада.

## Населення
| 2002 | 2010 |
| ---- | ---- |
| 591  | ↘485 |